# Final Destination 2
Final Destination 2 (tạm dịch: Số phận an bài 2) là phim thuộc thể loại kinh dị và là phần tiếp theo của Final Destination. Phim phát hành vào năm 2003 do New Line Cinema phân phối và phát hành. Phim do David R. Ellis đạo diễn và J. Mackye Gruber cùng Jeffrey Reddick viết kịch bản. Duy nhất chỉ có hai diễn viên đóng trong phần 1 tham gia phần 2 của phim: Ali Larter vai Clear Rivers và Tony Todd vai nhân viên an táng William Bludworth.
Đây là phần phim thứ 2 có người sống sót qua bộ phim và duy nhất có người sống sót hoàn toàn.

## Cốt truyện
Bộ phim được diễn ra một năm sau khi tai nạn máy bay 180 xảy ra. Kimberly trong một chuyến dã ngoại với những người bạn của mình đã có một điềm báo rằng sẽ có một tai nạn giao thông thảm khốc xảy ra ở xa lộ 23 xuất phát từ những cọc gỗ trên một xe sơ mi rơ-moóc. Cô cố gắng nói cho một viên cảnh sát biết để ngăn chặn vụ việc nhưng rất tiếc nỗ lực đã không thành. Ba người bạn trên xe của cô tử nạn nhưng cô may mắn được cứu bởi sĩ quan Thomas Burke đã ngăn chặn cái chết xảy ra với bảy người khác. Tuy nhiên, chưa kịp hết ngỡ ngàng, từng người trong số họ lần lượt đương đầu với Tử thần. Phần 2 của phim có sự trở lại của Clear River ở phần trước.

## Diễn viên, vai diễn
Kimberly Corman (A.J.Cook): cô là người linh cảm được tai nạn gỗ rớt xuống đường và tất cả mọi người đều tử nạn, khi tỉnh dậy cô đã dùng xe chặn đường và đã cứu được 11 người. Trong danh sách "thần chết" cô là người cuối cùng chết nếu không thoát khỏi vụ tai nạn đó. Ngoài ra cô và sĩ quan Thomas Burke cũng là hai người duy nhất "đánh lừa thần Chết" hoàn toàn trong toàn bộ loạt phim và cũng là người có tầm nhìn về điềm báo trước duy nhất lừa được thần chết và sống sót qua loạt phim.
 Thomas Burker (Michael Landes):anh là một cảnh sát và cũng là nạn nhân của vụ tai nạn đó.Ban đầu, anh không tin vào những điều mà Kimberly nói nhưng sau cái chết của Evan Lewis anh mới tin. Trong danh sách, anh là người đầu tiên tử nạn nếu không thoát khỏi vụ tai nạn đó. Anh cùng Kimberly Corman là hai người sống sót duy nhất "đánh lừa thần Chết" và tự gạch tên mình khỏi "danh sách Tử Thần" trong toàn bộ loạt phim.
Eugene Dix (T.C.Carson):một người có cá tính nhưng dễ bị kích động. Anh ta đã chứng kiến toàn bộ cái chết của Nora nên đã bị một cú sốc tinh thần rất lớn và đã có ý định tự tử khi lấy súng của cảnh sát Burker và nhắm vào đầu, nhưng khi bóp cò thì súng không lên đạn vì chưa đến lúc anh ta phải chết cho dù khi mở ra, sĩ quan Burker vẫn thấy còn đầy đạn. Anh là người thứ hai tử vong nếu không thoát khỏi vụ tai nạn đó.
Rory (Jonathan Cherry):một người ăn chơi, đã nghiện ma túy nặng và có óc hài hước. Trong danh sách, anh là người thứ ba tử nạn nếu không thoát khỏi tai nạn đó.
Kat (Keegan Connor Tracy):cô ta có sở thích là làm việc và hút thuốc lá, đôi lúc nóng tính. Trong danh sách, cô là người thứ tư chết nếu không thoát khỏi tai nạn đó.
Nora Carpenter (Lynda Boyd):một phụ nữ góa chồng và đã có một đứa con là Tim. Lúc sau cái chết của Tim, bà nói rằng nếu mình chết để lên "thiên đàng" với chồng con thì bà cam chịu nhưng lúc cận kề với cái chết thì bà lại nói mình không muốn chết. Trong danh sách, bà là người thứ năm tử vong nếu không thoát khỏi vụ tai nạn đó.
Tim Carpenter (James Kirk):con trai của Nora, lúc đó đã 15 tuổi. Trong danh sách, cậu là người thứ sáu tử vong nếu không thoát khỏi vụ tai nạn đó.
Evan Lewis (David Peatkau):anh là một người mà cảnh sát nói rất là may mắn. Mới hôm trước, anh ta đã trúng sổ xố giải đặc biệt và ngày hôm sau lại thoát khỏi vụ tai nạn đó. Nhưng khi sự kiện tai nạn đang lắng xuống thì Evan chết. Trong danh sách, anh là người thứ bảy chết nếu không thoát khỏi vụ tai nạn đó.
Clear Rivers (Ali Larter):là người sống sót duy nhất trong vụ tai nạn máy bay 180 của 1 năm trước. Cô đã do dự nhưng cuối cùng đã quyết định dẫn dắt Kimberly và những người sống sót khác của thảm họa đường cao tốc với hi vọng có thể phá bỏ Danh sách thần chết. Nhưng không may sau đó, chính cô cũng là người chịu chung số phận khi bỏ mạng trong vụ nổ ở bệnh viện cùng với Eugene Dix.
Isabella Hudson hoặc née Cruz (Justina Machado): là một trong số những người sống sót trong vụ tai nạn liên hoàn ở Xa lộ 23. Cô đang mang thai tại thời điểm xảy ra thảm họa. Cô là người sống sót duy nhất của Xa lộ 23 không bị Tử thần truy đuổi, vì cô không bao giờ có ý định chết, bằng chứng là sự sống sót của cô trong cả linh cảm và sự cố thực tế. Điều này khiến cô là người thứ 3 trong tất cả loạt phim sống sót an toàn và một trong hai người xuất hiện trong điềm báo nhưng không bị tử thần truy đuổi (người còn lại là Molly Harper của phần 5, dù vậy việc Sam cứu cô khỏi Peter đã vô tình khiến cô lừa dối Tử thần và phải chịu chung số phận cùng Sam).

## Chi tiết hấp dẫn
Thật ra trước mỗi cái chết đều có sự báo hiệu trước. Thí dụ trước khi Evan chết, có quay cảnh anh đang ôm gói đồ vào phòng của mình, trước đó có quay cảnh một con búp bê bị mất hết một mắt, đây là dấu hiệu ám chỉ cái chết của Evan sẽ bị đâm thẳng vào mắt của mình; còn Tim, khi cậu ấy đi khám nha sĩ đã quay cảnh con bồ câu đập vào cửa kính phòng khám hai lần, và còn có cả chiếc kính mà Tim sẽ bị đè bẹp..........